# Joseph Kallinger
Joseph Kallinger (11 de diciembre de 1935 - 26 de marzo de 1996) fue un asesino en serie estadounidense, que asesinó a tres personas, incluyendo a su hijo adolescente, y torturó a cuatro familias. Cometió estos delitos junto con su hijo de 12 años, Michael.

## Juventud
Kallinger nació con el nombre de Joseph Lee Brenner III en el Northern Liberties Hospital en Filadelfia, Pensilvania, hijo de Joseph Lee Brenner, Jr. y su mujer, Judith. En diciembre de 1937, fue enviado a un programa de acogimiento familiar después de que su padre abandonara a su madre. El 15 de octubre de 1939, fue adoptado por lo inmigrantes austriacos Stephen y Anna Kallinger. Fue maltratado por sus padres adoptivos tan severamente que, a los seis años, desarrolló una hernia causada por su padre adoptivo. Los castigos que los Kallinger le infligieron incluían arrodillarse sobre piedras, encerrarlo en un armario, obligarlo a consumir excrementos, lastimarse a sí mismo, quemaduras con hierros, azotarlo con cinturones, y no alimentarlo. Cuando tenía nueve años, fue abusado sexualmente por un grupo de chicos del barrio.
De niño, Kallinger a menudo se rebelaba contra sus profesores y padres adoptivos. Soñaba con convertirse en dramaturgo, después de haber actuado en el papel de Ebenezer Scrooge en el YWCA local cuando estaba en noveno grado. Cuando Kallinger tenía 15 años, comenzó a salir con una chica llamada Hilda Bergman, a quien había conocido en un teatro que sus padres lo dejaban visitar los sábados. Sus padres le prohibieron verla, pero se casó con ella y tuvieron dos hijos. Más tarde ella lo abandonó por la violencia doméstica que sufría. Kallinger fue hospitalizado el 4 de septiembre de 1957 debido a pérdida de apetito y dolores de cabeza severos, los doctores creyeron que era resultado del estrés por el divorcio. Kallinger se volvió a casar en abril de 1958 y tuvo cinco hijos con su segunda mujer. Era extremadamente abusivo con su nueva familia, y a menudo causó a sus hijos los mismos castigos que él había recibido en su infancia.
Durante la próxima década, Kallinger pasaría tiempo saliendo y entrando en instituciones psiquiátricas por amnesia, intento de suicidio y piromanía.

## Carrera criminal
Kallinger fue arrestado y encarcelado en 1972 cuando sus hijos fueron a la policía. Mientras estaba en prisión, obtuvo un 82 en la prueba de IQ y fue diagnosticado con esquizofrenia paranoide, los psiquiatras estatales recomendaron que fuera supervisado por su familia. Más tarde, los vástagos retiraron sus alegaciones.: 6  Dos años más tarde, uno de sus hijos, Joseph, Jr., fue encontrado muerto en un edificio abandonado, dos semanas después de que Kallinger sacara una póliza de seguro de vida para sus hijos. A pesar de que Kallinger declaró que Joseph, Jr. se había escapado de casa, la compañía de seguros, sospechando un fraude y crimen, rechazó pagar la reclamación.
A principios de julio de 1974, Kallinger y su hijo de 12 años, Michael, iniciaron una serie de delitos en Filadelfia, Baltimore, y Nueva Jersey. Durante las siguientes seis semanas, robaron, abusaron sexualmente de cuatro familias y asesinaron a tres personas, fingiendo ser vendedores para entrar a las casas. El 8 de enero de 1975, cometieron su último crimen en Leonia, Nueva Jersey. Utilizando una pistola y un cuchillo, ambos sometieron y ataron a tres personas en una casa. Entonces, más personas fueron llegando a la casa, siendo forzados a desnudarse y los ataron también con cordones de lámparas y otros electrodomésticos. Esto culminó con el asesinato de la enfermera de 21 años, Maria Fasching, la octava persona en llegar, que cuando se negó a seguir las órdenes de Kallinger fue apuñalada en el cuello y espalda. Finalmente, otro de los residentes, todavía atado, logró salir al exterior y pedir ayuda. Los vecinos lo vieron y llamaron a la policía, pero cuando llegaron, los Kallinger habían huido tomando el autobús urbano como su vehículo de escape y tirando sus armas y una camisa ensangrentada en el camino.

## Arresto y encarcelamiento
La policía investigó a Kallinger después de encontrar la camisa sangrienta y de obtener el testimonio de testigos que lo vieron a él y a su hijo en esa área. Pronto descubrieron el historial de violencia doméstica de Kallinger, la muerte sin resolver de su hijo Joseph Jr. y la serie de incendios intencionados en sus propiedades. Kallinger y su hijo fueron arrestados bajo los cargos de secuestro y violación, finalmente cambiado a tres cargos por homicidio. Kallinger alegó demencia, declarando que Dios le había dicho que matara. Fue declarado cuerdo y sentenciado a cadena perpetua el 14 de octubre de 1976. Michael fue juzgado por cometer crímenes por orden de su padre, y fue enviado a un reformatorio. Tras su liberación a los 21 años, se mudó del estado y cambió su nombre. Mientras estaba en prisión, Kallinger hizo varios intentos de suicidio, incluyendo prenderse fuego. Debido a su comportamiento suicida y violento, fue transferido a un hospital psiquiátrico en Trenton, Nueva Jersey y después a uno en Filadelfia en 1979.
Flora Rheta Schreiber, autora del libro, Sybil, entrevistó a Kallinger en prisión en 1976. La entrevista fue la base para su libro "El Zapatero: La Anatomía de un psicótico" en 1983. Esto resultó controvertido, pues Kallinger obtenía regalías de la venta del libro. Un juez dictaminó que los ingresos de Kallinger fueran enviados a su familia. Michael Korda, de la editorial, dijo que durante varios años recibió tarjetas de Navidad de Kallinger desde prisión. Schreiber se hizo cercana a Kallinger durante el proceso de escritura, e intercambiaron cartas y llamadas hasta su muerte.

## Muerte
Joseph Kallinger murió de insuficiencia cardíaca el 26 de marzo de 1996. Pasó los últimos once años de vida bajo vigilancia para evitar su suicidio.